# Likovi u žitu
Likovi u žitu su oblici u žitnim poljima. Nazvani su i krugovi u žitu, ali kako se sve više pojavljuju u drugim oblicima, primjerice trokut, peterokut, nazivaju se i likovi. Najviše se pojavljuju u zapadnoj Engleskoj.  

## Opis likova
Likovi u žitu nastaju uglavnom tijekom noći. Pojavljuju se najviše na poljima pšenice i kukuruza, ali također i ječma, uljane repice, na travnjacima. Javljaju se u proljeće i ljeto, u svim regijama svijeta, izuzetak je Kina. Najraniji engleski crteži iz 1747. prikazuju vjerovanje kako vrag kosi žito. Učestalo se pojavljuju u 70-tim godinama 20. stoljeća. Likovi mogu biti golemih dimenzija, a ljudi u njima osjećaju čudesne energije, prosvjetljenje, opisuju kako im se javljaju svjetlosne kugle. Neke likove doista rade ljudi, ali su oni maleni i nespretno napravljeni, pa se uočava da su umjetni. Likovi su sve više složeniji, a također imaju i manje krugove oko sebe. Unutar likova su stabljike savijene i ozračene. Likovi zbunjuju i fasciniraju ljude, a zanimljivo je što neki krugovi liče na oblike iz hramova ili drugih svetih mjesta. Prvi su se put pojavili u Engleskoj.

## Nastanak
Engleski crtež vraga pokazuje razmišljanje ljudi da dokuče što su krugovi u žitu. U kolovozu 1996. je student John Wheyleigh kod Oliver's Castlea snimio film o nastanku kruga. Prikazuje nekoliko svjetlosnih kugli koje su brzo stvorile krug i nestale. Utvrđeno je da je film autentičan. U britanskom časopisu Today od 9. rujna 1991. godine objavljen je članak pod naslovom: "Ljudi koji su nasamarili svijet", u kojem dvojica britanskih umjetnika priznaju da su "već trinaest posljednjih godina izvode veliku prijevaru s krugovima u žitu". Doduše, umjetni su krugovi vrlo nespretni i nezgrapni. Ali zagonetka je kako su nastali pravi krugovi. O tome postoje samo teorije, primjerice da ih stvaraju izvanzemaljci u NLO-ima. Znanstvenici tvrde da je moguće osjetiti energiju unutar njih, ali misle da su likovi posljedica nekog atmosferskog fenomena.

## Vanjske poveznice
- The Beautiful World of Crop Circles